# Moyal-Produkt
Das Moyal-Produkt (nach José Enrique Moyal), auch Weyl–Groenewold-Produkt (nach Hermann Weyl und Hilbrand Johannes Groenewold), ist in der Mathematik eine zweistellige Verknüpfung auf dem Funktionenraum der glatten Funktionen über {\displaystyle \mathbb {R} ^{2n}}. Das assoziative, nicht-kommutative Produkt ist ein Spezialfall des Sternproduktes auf allgemeinen Poisson-Mannigfaltigkeiten.
Das Moyal-Produkt ist eine „Deformierungsquantisierung“ einer linearen Poisson-Mannigfaltigkeit, das heißt, die Algebra der klassischen Observablen wird deformiert, sodass eine nicht-kommutative Algebra von Quanten-Observablen entsteht (Quantisierung).

## Definition
Seien {\displaystyle f,g\in C^{\infty }(\mathbb {R} ^{2n})} zwei glatte Funktionen, deren Funktionsargumente mit {\displaystyle (p,q)\in \mathbb {R} ^{n}\times \mathbb {R} ^{n}} notiert werden. Dann ist das Moyal-Produkt, mittels {\displaystyle \star } notiert, definiert als
{\displaystyle {\begin{aligned}f\star g:&=f\exp \left({\frac {\mathrm {i} \hbar }{2}}\left({\overset {\leftarrow }{\partial _{q}}}{\overset {\rightarrow }{\partial _{p}}}-{\overset {\leftarrow }{\partial _{p}}}{\overset {\rightarrow }{\partial _{q}}}\right)\right)g\\:&=\sum \limits _{n=0,m=0}^{\infty }{\frac {(-1)^{m}}{m!n!}}\left({\frac {\mathrm {i} \hbar }{2}}\right)^{n+m}\left(\partial _{p}^{m}\partial _{q}^{n}f\right)\left(\partial _{q}^{m}\partial _{p}^{n}g\right)\,,\end{aligned}}}
wobei {\displaystyle \hbar } die reduzierte Planck-Konstante ist und {\displaystyle {\overset {\leftarrow }{\partial }}} die Ableitung von {\displaystyle f} und {\displaystyle {\overset {\rightarrow }{\partial }}} die von {\displaystyle g} bedeutet.
Dabei wird der Operator
{\displaystyle \star =\exp \left({\frac {\mathrm {i} \hbar }{2}}\left({\overset {\leftarrow }{\partial _{q}}}{\overset {\rightarrow }{\partial _{p}}}-{\overset {\leftarrow }{\partial _{p}}}{\overset {\rightarrow }{\partial _{q}}}\right)\right)}
mittels der Bidifferentialoperator-Notation als zweistellige Verknüpfung geschrieben, das heißt der Differentialoperator {\displaystyle \star } wirkt sowohl auf die Funktion vor als auch auf die Funktion hinter dem Operatorsymbol.

## Eigenschaften
Definitionsgemäß kann das Moyal-Produkt als eine Reihe mit gewissen Differentialoperatoren {\displaystyle C_{k}} geschrieben werden:
{\displaystyle f\star g=fg+\sum _{k=1}^{\infty }\hbar ^{k}C_{k}(f,g),}
Das Produkt {\displaystyle \star } hat folgende Eigenschaften:
- {\displaystyle f\star g=fg+{\mathcal {O}}(\hbar )}
- {\displaystyle f\star g-g\star f=i\hbar \{f,g\}+{\mathcal {O}}(\hbar ^{3})}  (für {\displaystyle \{\cdot ,\cdot \}} siehe Poisson-Klammer)
- {\displaystyle f\star 1=1\star f=f}   (1 ist die konstante Funktion mit Wert 1)
- {\displaystyle {\overline {f\star g}}={\overline {g}}\star {\overline {f}}}   (der Querstrich steht für die komplexe Konjugation)

## Geschichte
Auch wenn das Moyal-Produkt nach Moyal benannt ist, wurde es erstmals 1946 von Groenewold in seiner Doktorarbeit eingeführt. In den 1970ern wurde dann das formelle Sternprodukt eingeführt (Bayen, Flato, Frønsdal, Lichnerowicz, und Sternheimer).
1983 zeigten Lecomte und De Wilde, dass auf jeder symplektischen Mannigfaltigkeit Sternprodukte existieren. 1994 zeigte B.V. Fedosov, wie Sternprodukte auf symplektischen Mannigfaltigkeiten konstruiert werden. 1997 bewies Maxim Konzewitsch, dass auf jeder endlichdimensionalen Poisson-Mannigfaltigkeit Sternprodukte existieren. Für diese und andere Arbeiten bekam er die Fields-Medaille.